# Black Coffee (film, 1931)
Pour les articles homonymes, voir Black Coffee (homonymie).
Pour plus de détails, voir Fiche technique et Distribution.
Black Coffee (Black Coffee) est un film britannique réalisé par Leslie S. Hiscott, sorti en 1931, mettant en scène le détective belge Hercule Poirot.
Le film est l'adaptation de la pièce de théâtre éponyme d'Agatha Christie de 1930.
C'est le deuxième des trois films des années 1930 dans lesquels Austin Trevor apparaît dans le rôle d'Hercule Poirot. Après Alibi en 1931, il joue dans Black Coffee la même année, puis dans Lord Edgware Dies en 1934. Austin Trevor aurait été choisi par les producteurs uniquement pour sa capacité de parler anglais avec un fort accent français. 

## Synopsis
Sir Claude Amory, un scientifique de grande renommée haï par certains de ses pairs, est assassiné au cours d’une fête chez lui. On découvre alors que plusieurs de ses papiers ont disparu. Hercule Poirot mène l'enquête pour découvrir la cause du décès et le mobile.

## Fiche technique
- Titre original : Black Coffee
- Réalisation : Leslie S. Hiscott
- Scénario : H. Fowler Mear et Brock Williams, d'après la pièce Black Coffee d'Agatha Christie
- Photographie : Sydney Blythe
- Production : Julius Hagen
- Société de production : Twickenham Film Studios
- Société de distribution : Woolf & Freedman Film Service
- Pays d'origine : Royaume-Uni
- Langue originale : anglais
- Format : noir et blanc — 35 mm — Mono
- Genre : Policier
- Durée : 78 minutes
- Dates de sortie : 
  -  Royaume-Uni : 19 août 1931

## Distribution
- Austin Trevor : Hercule Poirot
- Adrianne Allen : Lucia Amory
- Richard Cooper : Capitaine Hastings
- Elizabeth Allan : Barbara Amory
- C.V. France : Sir Claude Amory
- Philip Strange (en) : Richard Amory
- Dino Galvani : Dr Carelli
- Michael Shepley : Raynor
- Melville Cooper : Inspecteur Japp
- Marie Wright : Miss Amory
- Leila Page